# Girls (Moments & Whatnauts)
Girls is de enige single van Moments & Whatnauts die de Nederlandse hitparades haalde. Harry Ray en Al Goodman van The Moments schreven niet alleen voor die band, maar werkten ook wel met The Whatnauts. The Moments hadden hun basis in Washington D.C., The Whatnauts in Baltimore (Maryland). Ten tijde van Girls hadden alle oorspronkelijke leden van The Moments de groep al verlaten. Ray en Goodman hadden het roer overgenomen en zouden in 1978 de naam van de muziekgroep (moeten) wijzigen in Ray, Goodman & Brown.
In de Verenigde Staten kwam het plaatje uit op Stang Records, een platenlabel van de zangeres Sylvia Robinson. In Nederland en België verscheen het op Philips Records.

## Hitnotering
Girls haalde in de Billboard soullijst de 25e plaats. In West-Europa was het succes groter. In het Verenigd Koninkrijk behaalde het de zesde plaats in tien weken notering.

### Nederlandse Top 40
| Positie: | 33 | 16 | 10 | 4 | 2 | 1 | 1 | 4 | 8 | 19 | 34 | 37 | uit |

### NederlandseDaverende 30
| Positie: | 14 | 8 | 4 | 1 | 1 | 1 | 3 | 9 | 20 | uit |

### BelgischeBRT Top 30
| Positie: | 15 | 13 | 8 | 10 | 5 | 3 | 9 | 10 | 25 | 29 | uit |

### VlaamseUltratop 30
Het in België wonende Engelse duo Barry & Eileen hield hen met If you go van de eerste plaats af.
| Positie: | 28 | 20 | 14 | 8 | 5 | 2 | 4 | 7 | 9 | 19 | uit |

### NPO Radio 2 Top 2000
Girls stond alleen in 1999 in de NPO Radio 2 Top 2000, op plek 1880.